# Overspronggedrag
Overspronggedrag is niet logisch lijkend gedrag bij mens en dier dat voortkomt uit het conflict van twee relevante gedragssystemen. Bijvoorbeeld in een situatie waarbij de aandrang om te vluchten en de aandrang om aan te vallen even groot zijn, kan een derde, neutraal gedrag geactiveerd worden. Een dier kan 'besluiten' te gaan eten, zich te wassen, of interesse te tonen in een ongerelateerd object in de omgeving. Dit derde gedragsalternatief wordt overspronggedrag genoemd.
Etholoog en gedragsbioloog Adriaan Kortlandt verwierf grote faam met zijn beschrijving van overspronggedrag.
In diergaarde Artis staat een naar de belangrijke ontdekking vernoemd 'oversprongbankje'.